# Lilla Galltjärnen
Lilla Galltjärnen är en sjö i Sala kommun i Västmanland och ingår i Norrströms huvudavrinningsområde.